# Andreï Iegortchev
Andreï Nikolaïevitch Iegortchev (en russe : Андрей Николаевич Егорчев) est un joueur russe de volley-ball né le 8 février 1978 à Naberejnye Tchelny (Tatarstan, alors en URSS). Il mesure 2,06 m et joue central. Il est international russe.

## Biographie
Il est récipiendaire de la médaille de l'Ordre du mérite pour la Patrie depuis 2007.

## Clubs
| Club                               | De        | À         |
| ---------------------------------- | --------- | --------- |
| Lokomotiv-Izoumroud Iekaterinbourg | 1994-1995 | 1999-2000 |
| Lokomotiv Belgorod                 | 2000-2001 | 2003-2004 |
| Dinamo Moscou                      | 2004-2005 | 2005-2006 |
| Zenit Kazan                        | 2006-2007 | 2007-2008 |
| Iskra Odintsovo                    | 2008-2009 | 2009-2010 |
| Zenit Kazan                        | 2010-2011 | 2010-2011 |
| Lokomotiv Belgorod                 | 2011-2012 | 2011-2012 |
| VK Tioumen                         | 2012-2013 | ...       |

## Palmarès
- Championnat du monde
  - Finaliste : 2002
- Ligue mondiale (1)
  - Vainqueur : 2002
- Championnat d'Europe
  - Finaliste : 2005
- Ligue européenne (1)
  - Vainqueur : 2005
  - Finaliste : 2004
- Ligue des champions (3)
  - Vainqueur : 2003, 2004, 2008
- Coupe de la CEV (formule avant 2007)
  - Finaliste : 2002
- Coupe de la CEV (formule depuis 2007)
  - Finaliste : 2010
- Championnat de Russie (7)
  - Vainqueur : 1999, 2002, 2003, 2004, 2006, 2007, 2011
  - Finaliste : 1997, 1998, 2000, 2005, 2009
- Coupe de Russie (3)
  - Vainqueur : 1999, 2003, 2007
- Supercoupe de Russie
  - Perdant : 2010